# イオンタウン川之江
イオンタウン川之江（イオンタウンかわのえ）は、愛媛県四国中央市妻鳥町にあるイオンタウン株式会社が開発・運営を行っているショッピングセンターである。

## 概要
1999年11月18日にイオンと大和ハウスの合弁会社であるロック開発による「ジャスコ川之江ショッピングセンター」（核店舗はジャスコ川之江店）として開業。ロック開発で初となる総合スーパー核の施設であり、同社他店のショッピングセンター名「ロック（Land Owner Company）」ではなく核店舗の「ジャスコ」名を冠していた。
2011年3月1日に核店舗がイオン川之江店となり、同年9月1日にショッピングセンターの名称も「イオンタウン川之江」になった。
2019年9月30日に核店舗のイオン川之江店が営業を終了（別棟の飲食店・物販5店舗は営業を継続）。その後店舗はオープンモール型に新装され、2021年9月18日にリニューアルオープンした。リニューアルオープンに伴い、フジが運営する食品スーパー｢フジ四国中央店｣を核に16店舗が出店した。イオングループのショッピングセンターへのフジの出店は初。またウエルシア薬局が運営する「ウエルシア」が四国地方へ初出店した。

## 主なテナント
詳細は、公式サイトを参照
- フジ
- ウエルシア
- ダイソー
- 愛媛日産自動車

## 交通アクセス
- 松山自動車道三島川之江インターチェンジから車で約5分。
- せとうちバス（瀬戸内運輸）「しこちゅ～ホール北」バス停より徒歩で約6分。